# Hans Kirschstein
Hans Kirschstein, né le 5 août 1896 et décédé le 16 juillet 1918, était un officier et un as de l'aviation allemand durant la Première Guerre mondiale. Il est récipiendaire de la croix Pour le Mérite, de l'Ordre de Hohenzollern et de la croix de fer. Il est crédité pour 27 victoires aériennes.